# Élections municipales de 2017 dans Les Sources
 (signalé en août 2025).
Si vous disposez d'ouvrages ou d'articles de référence ou si vous connaissez des sites web de qualité traitant du thème abordé ici, merci de compléter l'article en donnant les références utiles à sa vérifiabilité et en les liant à la section « Notes et références ».
- Archive Wikiwix
- Bing
- Cairn
- DuckDuckGo
- E. Universalis
- Gallica
- Google
- G. Books
- G. News
- G. Scholar
- Persée
- Qwant
- (zh) Baidu
- (ru) Yandex
- (wd) trouver des œuvres sur Wikidata

Cet article concerne les élections municipales de 2017 en Estrie dans la municipalité régionale de comté de Les Sources.

## Danville
| Candidats pour la mairie       | Vote | %     |
| ------------------------------ | ---- | ----- |
| Michel Plourde (Sortant)       | 814  | 53,62 |
| Mario Morand                   | 635  | 41,83 |
| Denis Groleau                  | 69   | 4,55  |
| Taux de participation : 48,8 % |      |       |

| Candidats conseiller #1            | Vote | %     |
| ---------------------------------- | ---- | ----- |
| Ginette Pinard                     | 776  | 52,08 |
| Francine Labelle-Girard (Sortante) | 714  | 47,92 |

| Candidats conseiller #2   | Vote            | %               |
| ------------------------- | --------------- | --------------- |
| Jean-Guy Dionne (Sortant) | Sans opposition | Sans opposition |

| Candidats conseiller #3 | Vote            | %               |
| ----------------------- | --------------- | --------------- |
| Stéphane Roy (Sortant)  | Sans opposition | Sans opposition |

| Candidats conseiller #4  | Vote | %     |
| ------------------------ | ---- | ----- |
| Jean-Guy Laroche         | 785  | 53,47 |
| Patrick Dubois (Sortant) | 683  | 46,53 |

| Candidats conseiller #5 | Vote | %     |
| ----------------------- | ---- | ----- |
| Daniel Pitre            | 970  | 66,35 |
| Alain Caron             | 492  | 33,65 |

| Candidats conseiller #6    | Vote            | %               |
| -------------------------- | --------------- | --------------- |
| Nathalie Boissé (Sortante) | Sans opposition | Sans opposition |

## Ham-Sud
| Candidats pour la mairie | Vote            | %               |
| ------------------------ | --------------- | --------------- |
| Serge Bernier (Sortant)  | Sans opposition | Sans opposition |

| Candidats conseiller #1        | Vote            | %               |
| ------------------------------ | --------------- | --------------- |
| Diane Audit Goddard (Sortante) | Sans opposition | Sans opposition |

| Candidats conseiller #2 | Vote            | %               |
| ----------------------- | --------------- | --------------- |
| Marilene Poirier        | Sans opposition | Sans opposition |

| Candidats conseiller #3 | Vote            | %               |
| ----------------------- | --------------- | --------------- |
| Danny Fontaine          | Sans opposition | Sans opposition |

| Candidats conseiller #4  | Vote | %     |
| ------------------------ | ---- | ----- |
| Luc St-Laurent (Sortant) | 101  | 61,59 |
| Geneviève Demers         | 63   | 38,41 |

| Candidats conseiller #5 | Vote | %     |
| ----------------------- | ---- | ----- |
| Jean Laurier (Sortant)  | 102  | 62,20 |
| Katerine Boisclair      | 62   | 37,80 |

| Candidats conseiller #6 | Vote | %     |
| ----------------------- | ---- | ----- |
| Stéphane Roux           | 108  | 65,45 |
| Timon Janzing-Bachelet  | 57   | 34,55 |

## Saint-Adrien
| Pierre Therrien (Sortant)      | 289 | 84,26 |
| Diane Heffernan                | 54  | 15,74 |
| Taux de participation : 79,3 % |     |       |

| Candidats conseiller #1                  | Vote | %     |
| ---------------------------------------- | ---- | ----- |
| Adrien Gagnon (Sortant d'un autre poste) | 185  | 54,57 |
| Suzie Hamel                              | 154  | 45,43 |

| Candidats conseiller #2 | Vote | %     |
| ----------------------- | ---- | ----- |
| Richard Viau            | 205  | 59,77 |
| Claude St-Cyr (Sortant) | 138  | 40,23 |

| Candidats conseiller #3                  | Vote | %     |
| ---------------------------------------- | ---- | ----- |
| Claude Dupont (Sortant d'un autre poste) | 263  | 77,81 |
| Cécile Sly                               | 75   | 22,19 |

| Candidats conseiller #4 | Vote            | %               |
| ----------------------- | --------------- | --------------- |
| Claude Blain (Sortant)  | Sans opposition | Sans opposition |

| Candidats conseiller #5 | Vote | %     |
| ----------------------- | ---- | ----- |
| Maxime Allard           | 175  | 51,17 |
| Paul Chaperon (Sortant) | 167  | 48,83 |

| Candidats conseiller #6    | Vote | %     |
| -------------------------- | ---- | ----- |
| Francis Picard             | 187  | 55,16 |
| Stéphane Poirier (Sortant) | 152  | 44,84 |

## Saint-Camille
| Candidats pour la mairie | Vote            | %               |
| ------------------------ | --------------- | --------------- |
| Philippe Pagé            | Sans opposition | Sans opposition |

| Candidats conseiller #1    | Vote            | %               |
| -------------------------- | --------------- | --------------- |
| Pierre Bellerose (Sortant) | Sans opposition | Sans opposition |

| Candidats conseiller #2 | Vote            | %               |
| ----------------------- | --------------- | --------------- |
| Denis St-Onge (Sortant) | Sans opposition | Sans opposition |

| Candidats conseiller #3 | Vote            | %               |
| ----------------------- | --------------- | --------------- |
| France Thibault         | Sans opposition | Sans opposition |

| Candidats conseiller #4 | Vote            | %               |
| ----------------------- | --------------- | --------------- |
| Lucie Cormier           | Sans opposition | Sans opposition |

| Candidats conseiller #5 | Vote            | %               |
| ----------------------- | --------------- | --------------- |
| Anne-Marie Merrien      | Sans opposition | Sans opposition |

| Candidats conseiller #6 | Vote            | %               |
| ----------------------- | --------------- | --------------- |
| Clément Frappier        | Sans opposition | Sans opposition |

## Saint-Georges-de-Windsor
| Candidats pour la mairie | Vote            | %               |
| ------------------------ | --------------- | --------------- |
| René Perreault (Sortant) | Sans opposition | Sans opposition |

| Candidats conseiller #1  | Vote            | %               |
| ------------------------ | --------------- | --------------- |
| Patrice Pinard (Sortant) | Sans opposition | Sans opposition |

| Candidats conseiller #2               | Vote            | %               |
| ------------------------------------- | --------------- | --------------- |
| Armande Provencher Richard (Sortante) | Sans opposition | Sans opposition |

| Candidats conseiller #3 | Vote | %     |
| ----------------------- | ---- | ----- |
| Gilles Sirois (Sortant) | 231  | 67,35 |
| Gaétan Brouillard       | 112  | 32,65 |

| Candidats conseiller #4 | Vote | %     |
| ----------------------- | ---- | ----- |
| Antoine Letendre        | 187  | 54,20 |
| Yvon Richer (Sortant)   | 158  | 45,80 |

| Candidats conseiller #5    | Vote | %     |
| -------------------------- | ---- | ----- |
| Mélanie Gallant (Sortante) | 216  | 62,61 |
| Geneviève Polard Boisvert  | 129  | 37,39 |

| Candidats conseiller #6  | Vote | %     |
| ------------------------ | ---- | ----- |
| Marc Ladouceur (Sortant) | 191  | 55,20 |
| Daniel Brousseau         | 155  | 44,80 |

## Val-des-Sources
| Candidats pour la mairie | Vote            | %               |
| ------------------------ | --------------- | --------------- |
| Hugues Grimard (Sortant) | Sans opposition | Sans opposition |

| Candidats conseiller #1 | Vote  | %     |
| ----------------------- | ----- | ----- |
| Jean-Philippe Bachand   | 1 355 | 59,82 |
| Charles-Antoine Lavigne | 910   | 40,18 |

| Candidats conseiller #2 | Vote            | %               |
| ----------------------- | --------------- | --------------- |
| Alain Roy (Sortant)     | Sans opposition | Sans opposition |

| Candidats conseiller #3 | Vote            | %               |
| ----------------------- | --------------- | --------------- |
| René Lachance           | Sans opposition | Sans opposition |

| Candidats conseiller #4 | Vote  | %     |
| ----------------------- | ----- | ----- |
| Caroline Prayer         | 1 273 | 56,38 |
| Luc Bachand             | 985   | 43,62 |

| Candidats conseiller #5 | Vote            | %               |
| ----------------------- | --------------- | --------------- |
| Jean Roy (Sortant)      | Sans opposition | Sans opposition |

| Candidats conseiller #6 | Vote  | %     |
| ----------------------- | ----- | ----- |
| Pierre Benoit (Sortant) | 1 673 | 74,29 |
| Line Pellerin           | 579   | 25,71 |

## Wotton
| François Carrier                          | 490 | 65,33 |
| Nicole Gagnon (Sortante d'un autre poste) | 260 | 34,67 |
| Taux de participation : 64,0 %            |     |       |

| Candidats conseiller #1  | Vote | %     |
| ------------------------ | ---- | ----- |
| Ghislain Drouin          | 449  | 59,31 |
| Anoukm Wilsey (Sortante) | 308  | 40,69 |

| Candidats conseiller #2 | Vote | %     |
| ----------------------- | ---- | ----- |
| Donald Grimard          | 488  | 64,98 |
| Geneviève Girard        | 153  | 20,37 |
| David Tousignant        | 110  | 14,65 |

| Candidats conseiller #3 | Vote            | %               |
| ----------------------- | --------------- | --------------- |
| Fernand Bourget         | Sans opposition | Sans opposition |

| Candidats conseiller #4 | Vote            | %               |
| ----------------------- | --------------- | --------------- |
| Yvan Dallaire           | Sans opposition | Sans opposition |

| Candidats conseiller #5   | Vote | %     |
| ------------------------- | ---- | ----- |
| Lise Champoux             | 449  | 59,87 |
| Karine Grenier (Sortante) | 301  | 40,13 |

| Candidats conseiller #6 | Vote            | %               |
| ----------------------- | --------------- | --------------- |
| Richard Dubé            | Sans opposition | Sans opposition |